# Ouanaminthe (arrondissement)
Ouanaminthe  är ett arrondissement i Haiti.   Det ligger i departementet Nord-Est, i den nordöstra delen av landet, 120 km nordost om huvudstaden Port-au-Prince. Antalet invånare är 109 594. Arean är 362 kvadratkilometer.